# Chalain-le-Comtal
Chalain-le-Comtal est une commune française située dans le département de la Loire en région Auvergne-Rhône-Alpes, et faisant partie de Loire Forez Agglomération.

## Géographie
| Mornand-en-Forez | Magneux-Haute-Rive    | Marclopt             |
|                  | Chalain-le-Comtal     | Saint-André-le-Puy   |
| Savigneux        | Grézieux-le-Fromental | Boisset-lès-Montrond |

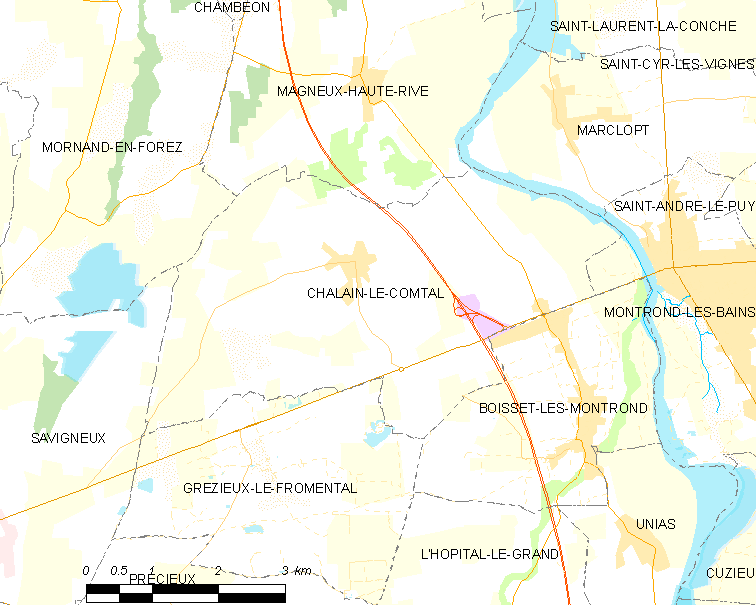
Localisation du village et des communes aux alentours

Chalain-le-Comtal fait partie du Forez.

### Climat
Pour des articles plus généraux, voir Climat d'Auvergne-Rhône-Alpes et Climat de la Loire.
En 2010, le climat de la commune est de type climat océanique dégradé des plaines du Centre et du Nord, selon une étude du Centre national de la recherche scientifique s'appuyant sur une série de données couvrant la période 1971-2000. En 2020, Météo-France publie une typologie des climats de la France métropolitaine dans laquelle la commune est exposée à un climat de montagne ou de marges de montagne et est dans la région climatique Nord-est du Massif Central, caractérisée par une pluviométrie annuelle de 800 à 1 200 mm, bien répartie dans l’année.
Pour la période 1971-2000, la température annuelle moyenne est de 10,8 °C, avec une amplitude thermique annuelle de 16,8 °C. Le cumul annuel moyen de précipitations est de 651 mm, avec 8,1 jours de précipitations en janvier et 6,5 jours en juillet. Pour la période 1991-2020, la température moyenne annuelle observée sur la station météorologique de Météo-France la plus proche, « Savigneux », sur la commune de Savigneux à 8 km à vol d'oiseau, est de 11,0 °C et le cumul annuel moyen de précipitations est de 665,4 mm,. Pour l'avenir, les paramètres climatiques de la commune estimés pour 2050 selon différents scénarios d'émission de gaz à effet de serre sont consultables sur un site dédié publié par Météo-France en novembre 2022.

## Urbanisme

### Typologie
Au 1er janvier 2024, Chalain-le-Comtal est catégorisée commune rurale à habitat dispersé, selon la nouvelle grille communale de densité à sept niveaux définie par l'Insee en 2022.
Elle est située hors unité urbaine. Par ailleurs la commune fait partie de l'aire d'attraction de Saint-Étienne, dont elle est une commune de la couronne,. Cette aire, qui regroupe 105 communes, est catégorisée dans les aires de 200 000 à moins de 700 000 habitants,.

### Occupation des sols
L'occupation des sols de la commune, telle qu'elle ressort de la base de données européenne d’occupation biophysique des sols Corine Land Cover (CLC), est marquée par l'importance des territoires agricoles (94,6 % en 2018), une proportion sensiblement équivalente à celle de 1990 (95 %). La répartition détaillée en 2018 est la suivante : 
prairies (55,3 %), terres arables (32 %), zones agricoles hétérogènes (7,2 %), zones urbanisées (2,3 %), zones industrielles ou commerciales et réseaux de communication (1,4 %), eaux continentales (1,3 %), forêts (0,5 %). L'évolution de l’occupation des sols de la commune et de ses infrastructures peut être observée sur les différentes représentations cartographiques du territoire : la carte de Cassini (XVIIIe siècle), la carte d'état-major (1820-1866) et les cartes ou photos aériennes de l'IGN pour la période actuelle (1950 à aujourd'hui).

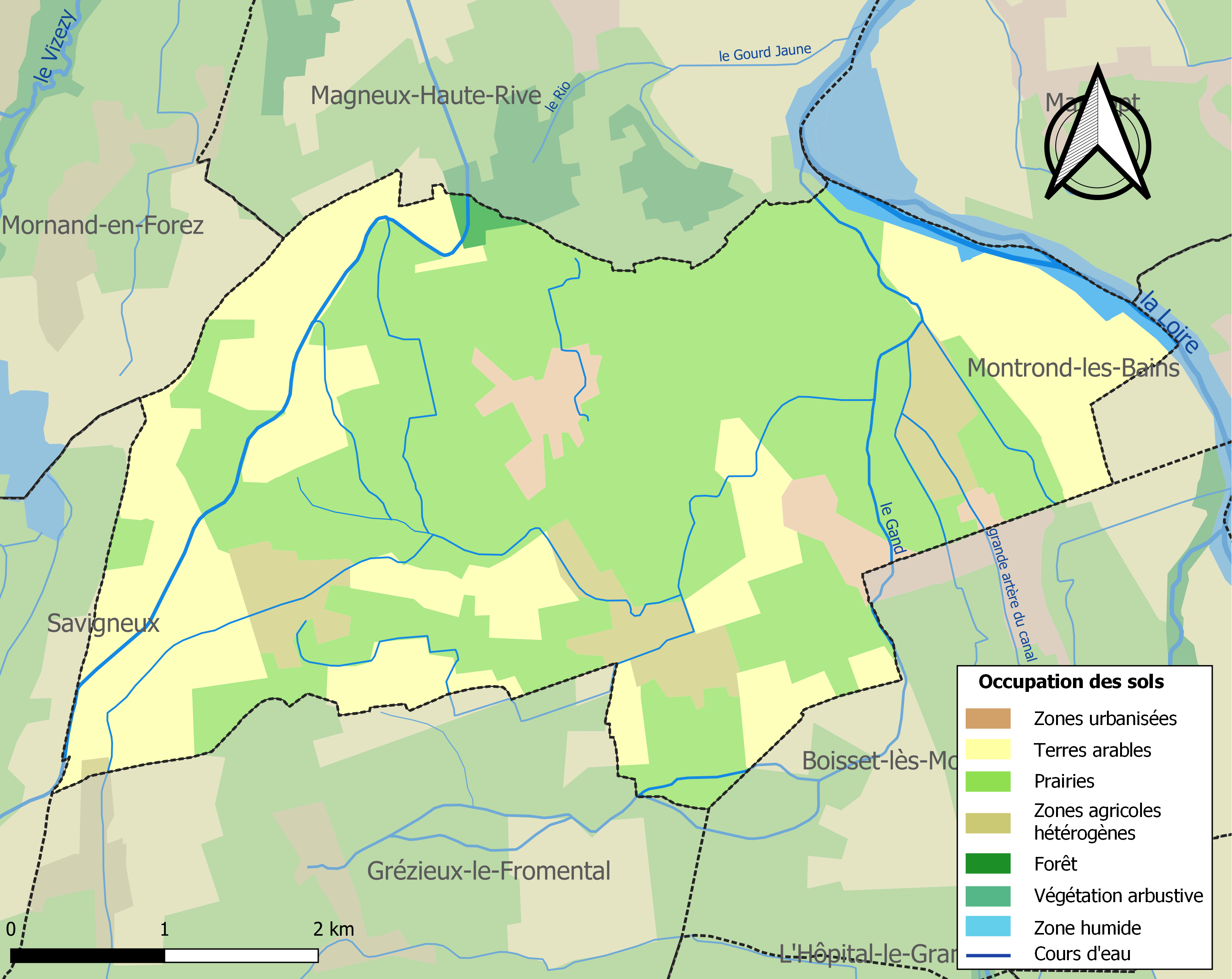
Carte des infrastructures et de l'occupation des sols de la commune en 2018 (CLC).

## Blasonnement
|  | Les armoiries de Chalain-le-Comtal se blasonnent ainsi : D'azur à la roue de charrue d'or, en pointe, supportant deux épis de blé tigés du même et accompagnée en chef d'une rose d'argent surmontée d'une couronne comtale d'or perlée d'argent. |

## Politique et administration
| Période                                  | Période  | Identité       | Étiquette | Qualité |
| ---------------------------------------- | -------- | -------------- | --------- | ------- |
| Les données manquantes sont à compléter. |          |                |           |         |
| mars 2001                                | mai 2020 | Lucien Chapot  |           |         |
| mai 2020                                 | En cours | Alféo Guiotto, |           |         |

Chalain-le-Comtal faisait partie de la communauté d'agglomération de Loire Forez de 2003 à 2016 puis a intégré Loire Forez Agglomération.

## Démographie
L'évolution du nombre d'habitants est connue à travers les recensements de la population effectués dans la commune depuis 1793. Pour les communes de moins de 10 000 habitants, une enquête de recensement portant sur toute la population est réalisée tous les cinq ans, les populations de référence des années intermédiaires étant quant à elles estimées par interpolation ou extrapolation. Pour la commune, le premier recensement exhaustif entrant dans le cadre du nouveau dispositif a été réalisé en 2006.

En 2022, la commune comptait 740 habitants, en évolution de +3,93 % par rapport à 2016 (Loire : +1,32 %, France hors Mayotte : +2,11 %).
| 1793 | 1800 | 1806 | 1821 | 1831 | 1836 | 1841 | 1846 | 1851 |
| ---- | ---- | ---- | ---- | ---- | ---- | ---- | ---- | ---- |
| 400  | 291  | 484  | 438  | 480  | 506  | 532  | 532  | 555  |

| 1856 | 1861 | 1866 | 1872 | 1876 | 1881 | 1886 | 1891 | 1896 |
| ---- | ---- | ---- | ---- | ---- | ---- | ---- | ---- | ---- |
| 560  | 563  | 544  | 561  | 633  | 684  | 677  | 701  | 705  |

| 1901 | 1906 | 1911 | 1921 | 1926 | 1931 | 1936 | 1946 | 1954 |
| ---- | ---- | ---- | ---- | ---- | ---- | ---- | ---- | ---- |
| 708  | 626  | 659  | 540  | 489  | 481  | 479  | 455  | 455  |

| 1962 | 1968 | 1975 | 1982 | 1990 | 1999 | 2006 | 2011 | 2016 |
| ---- | ---- | ---- | ---- | ---- | ---- | ---- | ---- | ---- |
| 415  | 385  | 364  | 357  | 385  | 454  | 587  | 682  | 712  |

| 2021 | 2022 | - | - | - | - | - | - | - |
| ---- | ---- | - | - | - | - | - | - | - |
| 730  | 740  | - | - | - | - | - | - | - |

## Lieux et monuments
- Église Saint-Ennemond. Édifice néo-roman construit à la fin du XIXe siècle par l'architecte Eugène Étienne et l'entrepreneur Jacques Badiou, perpendiculairement à l'ancienne église[20].
- Monument aux morts en pierre calcaire réalisé en 1920 par Michel Faverjon, marbrier de Montbrison, et situé sur la place principale[21].
- Chapelle Notre-Dame-des-Anges, située dans le cimetière. Le monument comprend une partie ancienne en pierre calcaire (abside probablement du XIIIe siècle) et une partie plus récente en grès (la nef a été reconstruite en 1890)[22].
- Plusieurs croix sont réparties sur la commune : des croix de chemins (dont celles de la Doua, des Rameaux, des Tardillons, des Quatre chemins) et, sur la place du village, une croix de mission de 1874 en fonte ajourée[23].

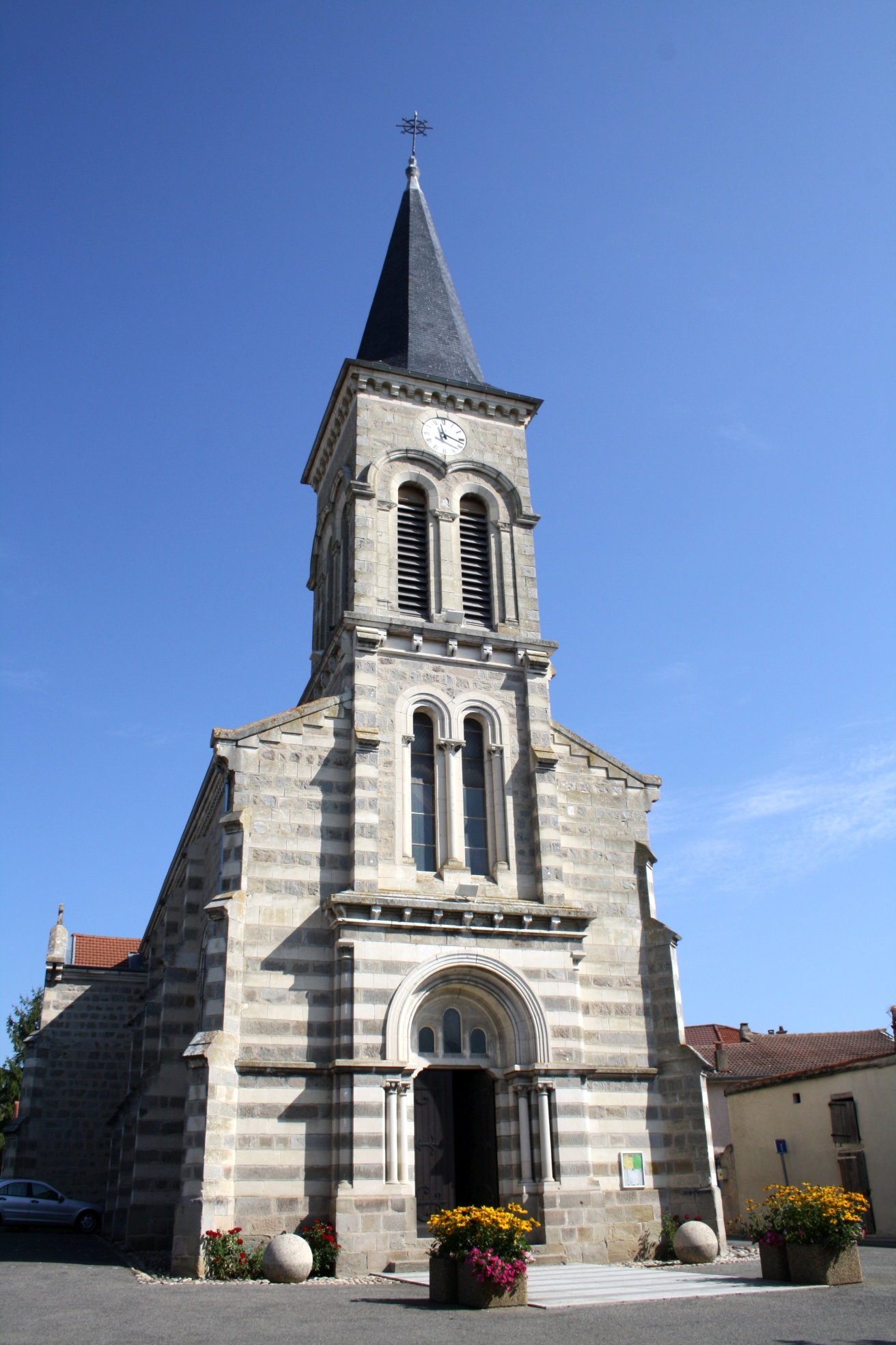
Église Saint-Ennemond.
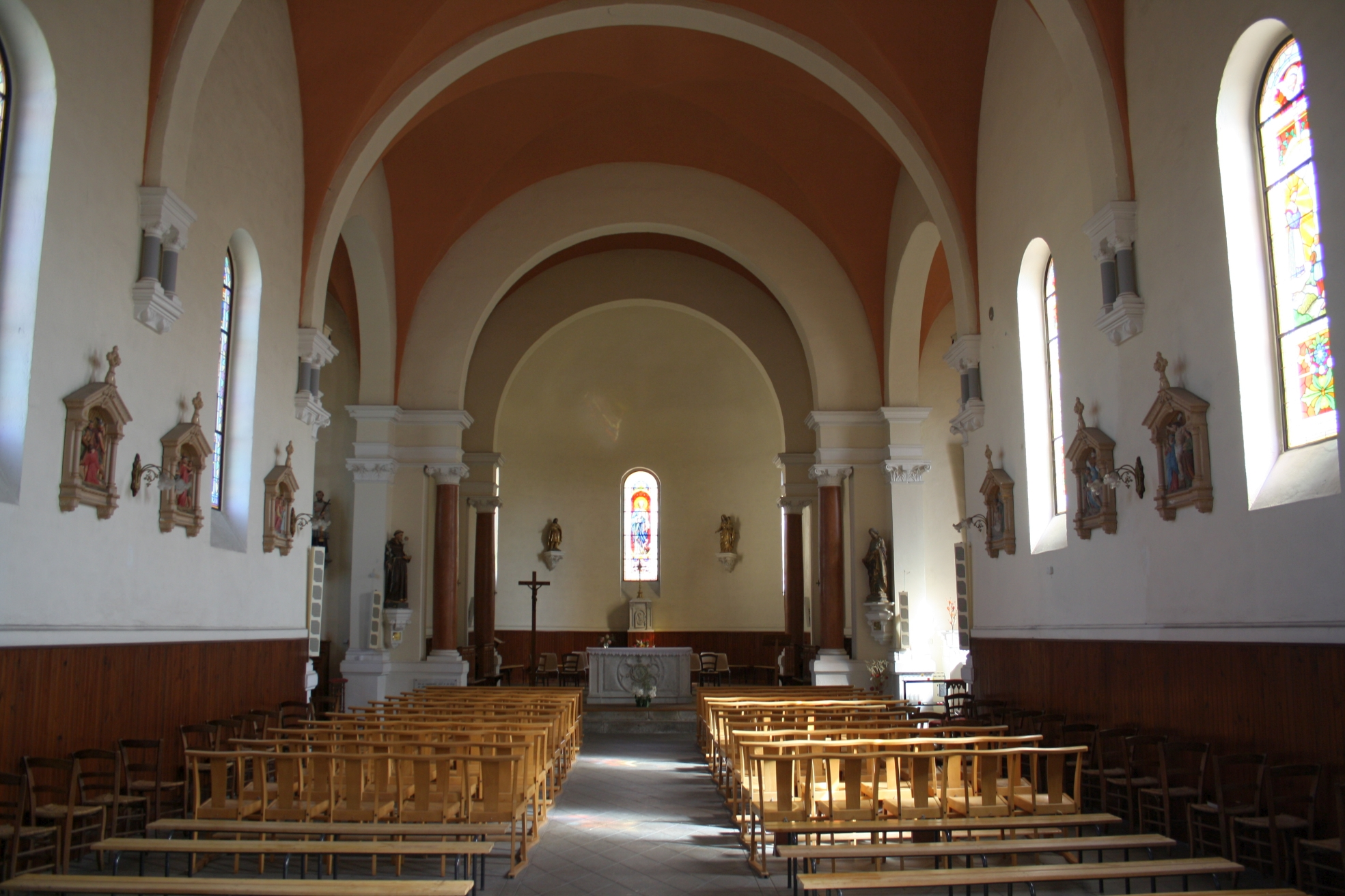
Vue intérieure de l'église.
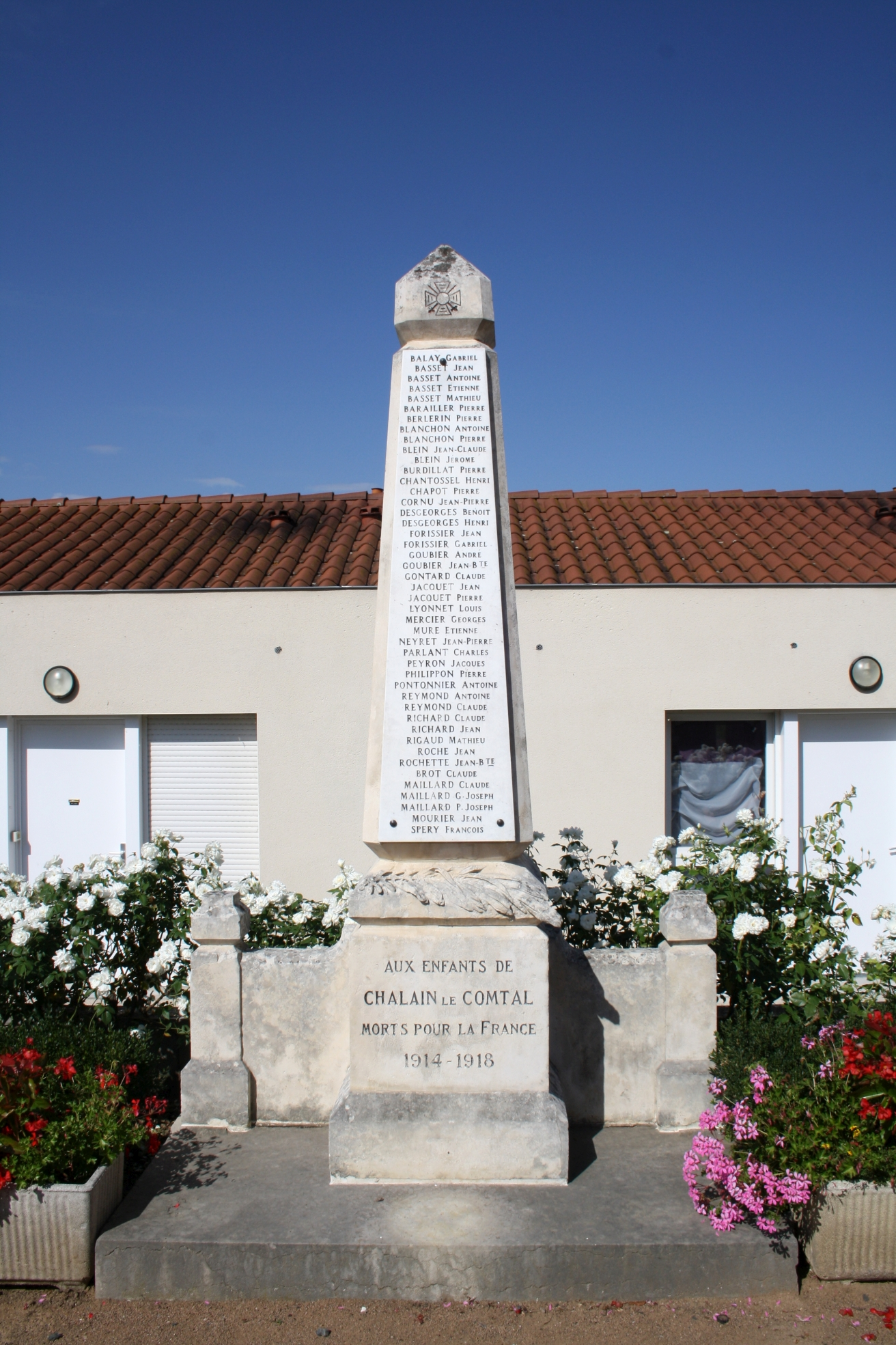
Monument aux morts.
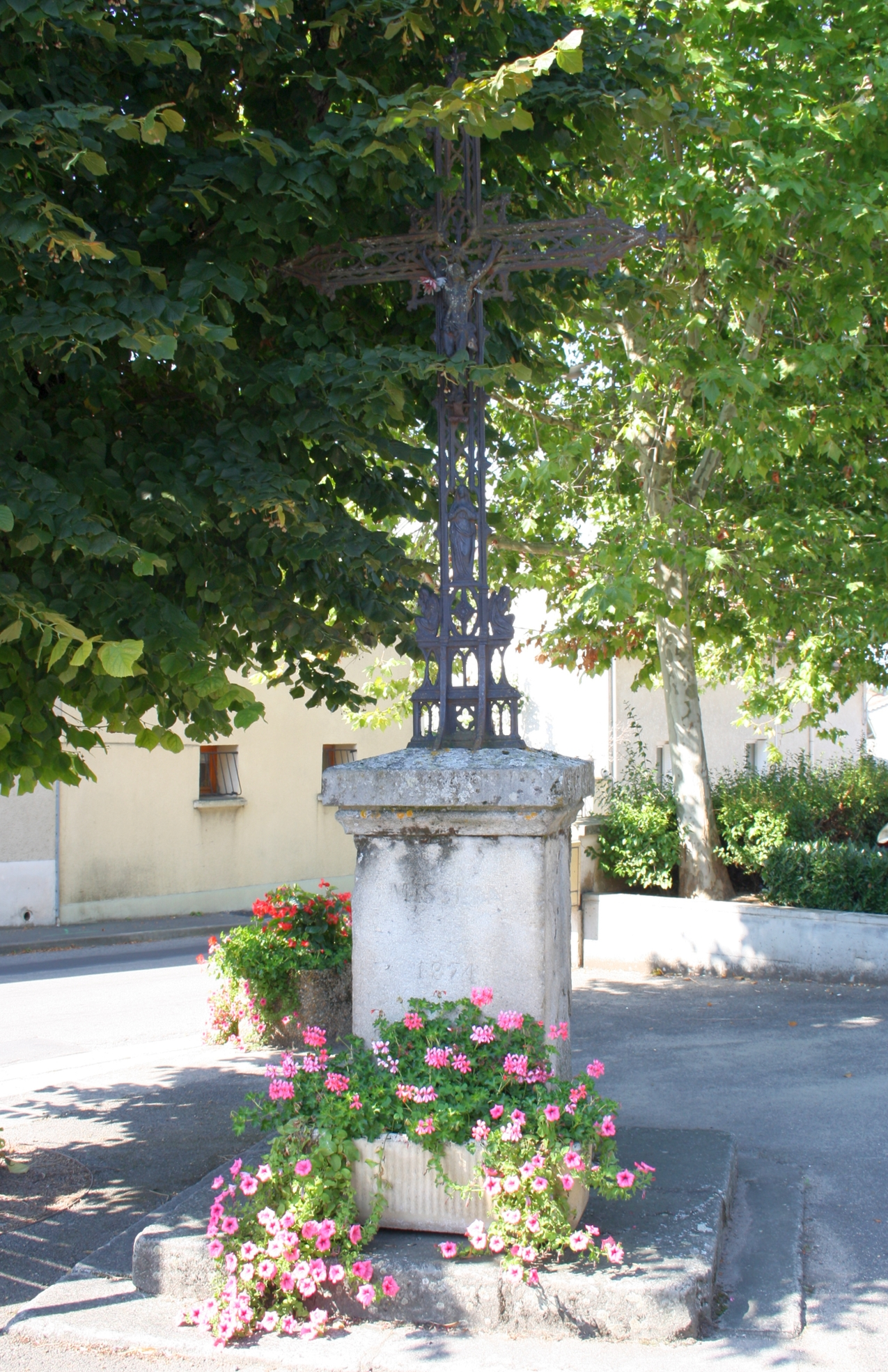
Croix de mission.

## Personnalités liées à la commune
- Roland Forissier (1889-1973), député et agriculteur, maire de Chalain-le-Comtal.
- Jules-Henry Onffroy de Vérez, explorateur en Amérique du Sud (Chili, Pérou), décédé à Chalain-le-Comtal.